# أمير شاهي
أمير شاهي (ت. 857 هـ) هو أديب وشاعر و موسيقي وخطاط، من أهل سبزوار.
هو آقا ملك، وقيل آقا مليك بن ملك، وقيل مليك، الفيروزكوهي السبزواري، الملقب جمال الدين، المتلقب في شعره بشاهي، وقيل أميرشاهي. ولد في سبزوار وكان من أحفاد السربدارية ولازم الميرزا بايسنغر ابن ميرزا شاهرخ.
توفي في استراباد بعد أن جاوز السبعين سنة 857 هـ، ودفن بها. له ديوان شعر بالفارسية.